# توني فونل
توني فونل (بالإنجليزية: Tony Funnell)‏ هو لاعب كرة قدم ومدرب كرة قدم بريطاني، ولد في 20 أغسطس 1957 في إيستبورن في المملكة المتحدة. لعب مع نادي برينتفورد ونادي بورنموث ونادي بول تاون ونادي ساوثهامبتون ونادي غيلينغهام.